# برزخی‌ها
برزخی‌ها فیلمی به کارگردانی ایرج قادری و نویسندگی سعید مطلبی ساخته سال ۱۳۵۹ ایران است.
بعد از انقلاب برزخی‌ها در بهار سال ۱۳۶۱ با هشت میلیون تومان فروش رکورد فروش فیلم در ایران را شکست و بعد از مدتی به دلیل اعتراض سید محمد خاتمی سردبیر وقت روزنامه کیهان و اعضای اصلی حوزه هنری سازمان تبلیغات اسلامی به ویژه محسن مخملباف، از اکران برداشته و توقیف شد و پس از آن نیز محمدعلی فردین، ناصر ملک‌مطیعی، ایرج قادری بلافاصله ممنوع از فعالیت شدند و سعید راد دیگر بازیگر فیلم نیز دو سال بعدتر و پس از بازی در عقابها ممنوع از فعالیت شد.

## خلاصه داستان
در روز ۲۲ بهمن ۱۳۵۷ گروهی مجرم عادی از زندان می‌گریزند. آن‌ها که قصد دارند از کشور خارج شوند، در دهکده‌ای مرزی با مردی به نام سید یعقوب آشنا می‌شوند که می‌کوشد با اعمال و گفتارش زندانیان را از فرار بازدارد. آن‌ها ابتدا موعظه‌های سید یعقوب را به ریشخند می‌گیرند، اما به مرور پس از تجاوز ارتش بیگانه به خاک میهن، تحت تأثیر فداکاری سید یعقوب و اهالی دهکده قرار می‌گیرند و از روستا دفاع می‌کنند و جان خود را از دست می‌دهند.

## بازیگران
- محمدعلی فردین
- ناصر ملک‌مطیعی
- ایرج قادری
- سعید راد
- محمدعلی کشاورز
- خسرو شجاع‌زاده
- ثریا حکمت
- حسین ملکی

## توقیف
ایرج قادری کارگردان فیلم دربارهٔ توقیف این فیلم می‌گوید:
«فیلمبرداری برزخی‌ها تمام شد… و فیلم را اکران گذاشتیم… آنوقت آقای محسن مخملباف یک روز جمعه با عده ای راه افتادند و طوماری درست کردند مبنی بر اینکه انقلاب شده و ما انقلاب کردیم، اما اینها هنرپیشه‌های طاغوتی هستند. درست جلوی همین سینمایی که در میدان ۲۴ اسفند [انقلاب] است… [بهمن] و یونیورسیتی. این آدم‌ها می‌گفتند بروید دم در سینماها ببینید چقدر غلغله است، آنوقت مراسم‌های روز جمعه خلوت است. این شد که فیلم من را از اکران کشیدند پایین. امثال آقای محسن مخملباف چنین بساط‌هایی را زیاد سر من آورده‌اند.»